# Tournières
Tournières est une commune française, située dans le département du Calvados en région Normandie.

## Géographie

### Localisation
Tournières est un village du Calvados limitrophe du département de la Manche, situé à vol d'oiseau à 18 km au sud-ouest de Bayeux, 42 km à l'ouest de Caen, 18 km au nord-est de Saint-Lô et à 18 km au nord de la Pointe du Hoc et du littoral de la Manche.
La commune se trouve dans la zone d'emploi de Caen et dans le bassin de vie de Bayeux.

### Communes limitrophes
Les communes limitrophes sont  Cerisy-la-Forêt, Le Molay-Littry, Saint-Martin-de-Blagny et Sainte-Marguerite-d'Elle.
| Saint-Martin-de-Blagny   | Saint-Martin-de-Blagny   | Saint-Martin-de-Blagny                    |
| Saint-Martin-de-Blagny   | Tournières               | Le Molay-Littry, Cerisy-la-Forêt (Manche) |
| Sainte-Marguerite-d'Elle | Sainte-Marguerite-d'Elle | Cerisy-la-Forêt (Manche)                  |

### Géologie et relief
La superficie de la commune est de 3,41 km2 ; son altitude varie de 34  à   76 mètres.

### Hydrographie

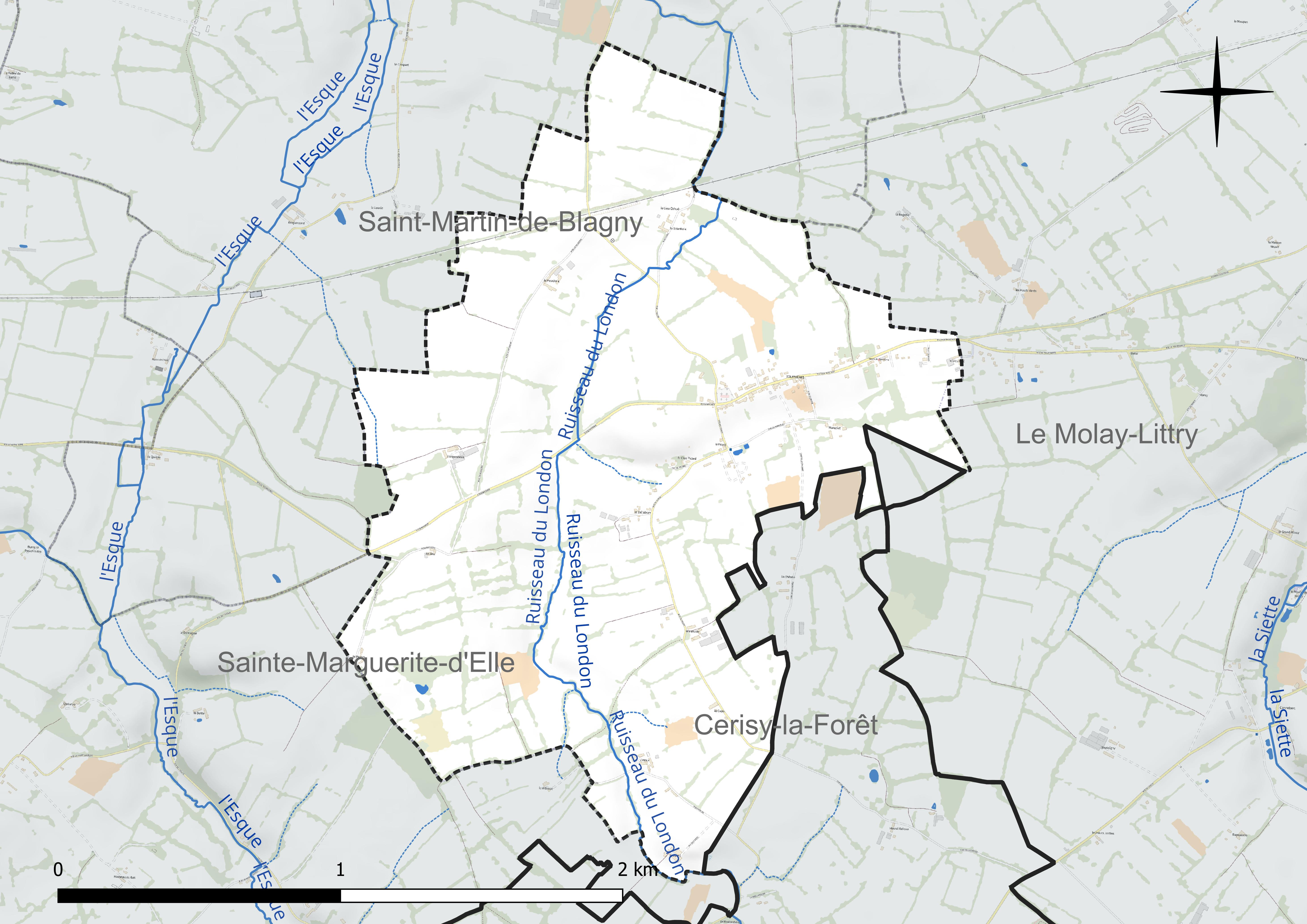
Réseau hydrographique de Tournières.

La commune est située dans le bassin Seine-Normandie. 
Elle est drainée par le ruisseau du London,.

### Climat
Pour des articles plus généraux, voir Climat de la Normandie et Climat du Calvados.
En 2010, le climat de la commune est de type climat océanique franc, selon une étude du CNRS s'appuyant sur une série de données couvrant la période 1971-2000. En 2020, Météo-France publie une typologie des climats de la France métropolitaine dans laquelle la commune est exposée à un climat océanique et est dans la région climatique  Normandie (Cotentin, Orne), caractérisée par une pluviométrie relativement élevée (850 mm/a) et un été frais (15,5 °C) et venté. Parallèlement le GIEC normand, un groupe régional d'experts sur le climat, différencie quant à lui, dans une étude de 2020, trois grands types de climats pour la région Normandie, nuancés à une échelle plus fine par les facteurs géographiques locaux. La commune est, selon ce zonage, exposée à un « climat maritime », correspondant au Cotentin et à l'ouest du département de la Manche, frais, humide et pluvieux, où les contrastes pluviométrique et thermique sont parfois très prononcés en quelques kilomètres quand le relief est marqué.
Pour la période 1971-2000, la température annuelle moyenne est de 10,6 °C, avec  une amplitude thermique annuelle de 11,5 °C. Le cumul annuel moyen de précipitations est de 830 mm, avec 12,8 jours de précipitations en janvier et 7,3 jours en juillet. Pour la période 1991-2020, la température moyenne annuelle observée sur la station météorologique la plus proche, située sur la commune de Balleroy-sur-Drôme à 9 km à vol d'oiseau, est de 11,2 °C et le cumul annuel moyen de précipitations est de 924,3 mm,. Pour l'avenir, les paramètres climatiques de la commune estimés pour 2050 selon différents scénarios d'émission de gaz à effet de serre sont consultables sur un site dédié publié par Météo-France en novembre 2022.

## Urbanisme

### Typologie
Au 1er janvier 2024, Tournières est catégorisée commune rurale à habitat dispersé, selon la nouvelle grille communale de densité à 7 niveaux définie par l'Insee en 2022.
Elle est située hors unité urbaine et hors attraction des villes,.

### Occupation des sols

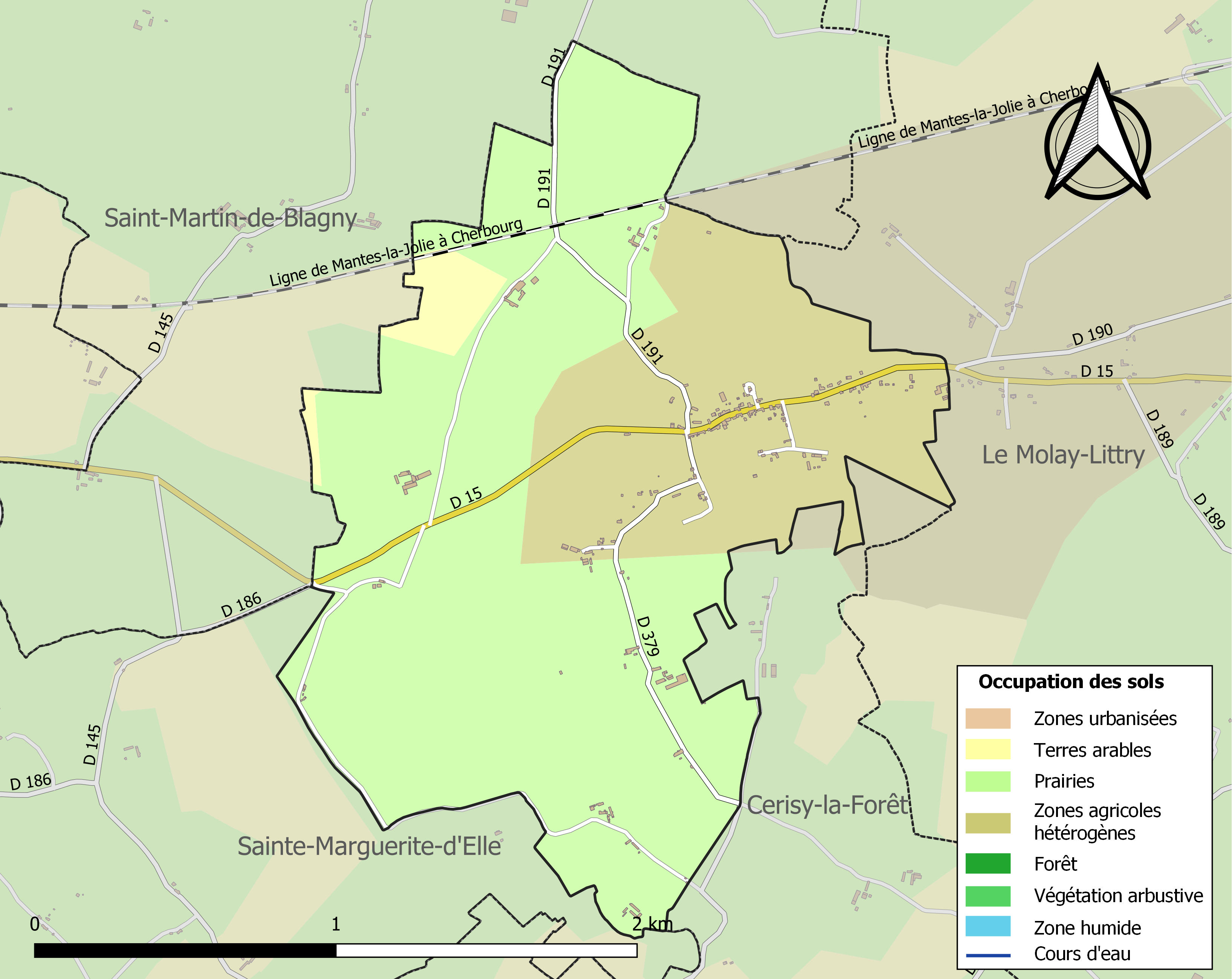
Carte des infrastructures et de l'occupation des sols de la commune en 2018 (CLC).

L'occupation des sols de la commune, telle qu'elle ressort de la base de données européenne d'occupation biophysique des sols Corine Land Cover (CLC), est marquée par l'importance des territoires agricoles (100 % en 2018), une proportion identique à celle de 1990 (100 %). 
La répartition détaillée en 2018 est la suivante : prairies (67,3 %), zones agricoles hétérogènes (30,1 %), terres arables (2,6 %). 
L'évolution de l'occupation des sols de la commune et de ses infrastructures peut être observée sur les différentes représentations cartographiques du territoire : la carte de Cassini (XVIIIe siècle), la carte d'état-major (1820-1866) et les cartes ou photos aériennes de l'IGN pour la période actuelle (1950 à aujourd'hui).

### Habitat et logement
En 2021, le nombre total de logements dans la commune était de 71, alors qu'il était de 78 en 2016 et de 80 en 2011. 
Parmi ces logements, 87,3 % étaient des résidences principales, 7 % des résidences secondaires et 5,6 % des logements vacants. Ces logements étaient pour 98,7 % d'entre eux des maisons individuelles et pour 0 % des appartements. 
Le tableau ci-dessous présente la typologie des logements à Tournières en 2021 en comparaison avec celle du Calvados et de la France entière. Une caractéristique marquante du parc de logements est ainsi la faible proportion des résidences secondaires et logements occasionnels (7 %) par rapport au département (17,8 %) et à la France entière (9,7 %). 
| Typologie                                               | Tournières | Calvados | France entière |
| ------------------------------------------------------- | ---------- | -------- | -------------- |
| Résidences principales (en %)                           | 87,3       | 75,5     | 82,2           |
| Résidences secondaires et logements occasionnels (en %) | 7          | 17,8     | 9,7            |
| Logements vacants (en %)                                | 5,6        | 6,6      | 8,1            |

## Toponymie
Le nom de la localité est attesté sous la forme Tourneriae au XIe siècle.
Comme pour Le Tourneur, autre toponyme de l'Ouest du Calvados, il devait s'agir d'un lieu où s'exerçait une activité de poterie (tour de potier),.

## Histoire

### Temps modernes
Les houillères de Littry exploitent plusieurs puits de mine sur la commune entre la fin du XVIIIe siècle et le milieu du XIXe siècle.

### Époque contemporaine
Lors de la bataille de Normandie en 1944, le général Eisenhower établit sur la commune un premier grand quartier général (nom de code « Shellburst »).

## Politique et administration

### Rattachements administratifs et électoraux

#### Rattachements administratifs
La commune se trouve dans l'arrondissement de Bayeux du département du Calvados.  
Elle faisait partie depuis 1801 du canton de Balleroy. Dans le cadre du redécoupage cantonal de 2014 en France, cette circonscription administrative territoriale a disparu, et le canton n'est plus qu'une circonscription électorale.

#### Rattachements électoraux
Pour les élections départementales, la commune fait partie depuis 2014 du canton de Trévières.
Pour l'élection des députés, elle fait partie de la cinquième circonscription du Calvados.

### Intercommunalité
Tournières était membre de la communauté de communes Intercom Balleroy Le Molay-Littry, un établissement public de coopération intercommunale (EPCI) à fiscalité propre créé fin 1996 et auquel la commune avait transféré un certain nombre de ses compétences, dans les conditions déterminées par le code général des collectivités territoriales.
Dans le cadre des dispositions de la loi portant nouvelle organisation territoriale de la République du 7 août 2015, qui prévoit que les établissements publics de coopération intercommunale (EPCI) à fiscalité propre doivent avoir un minimum de 15 000 habitants, cette intercommunalité a fusionné avec ses voisines pour former, le 1er janvier 2017, la communauté de communes Isigny-Omaha Intercom, dont est désormais membre la commune.

### Administration municipale
Compte tenu de la population de la commune, son conseil municipal est composé de onze membres dont le maire et ses  adjoints.

### Liste des maires
| Période                                  | Période                     | Identité       | Étiquette | Qualité                                                                      |
| ---------------------------------------- | --------------------------- | -------------- | --------- | ---------------------------------------------------------------------------- |
| Les données manquantes sont à compléter. |                             |                |           |                                                                              |
|                                          |                             |                |           |                                                                              |
|                                          | mars 2001                   | Pierre Gallois |           | Electricien                                                                  |
| mars 2001                                | mars 2008                   | Bernard Dubosq | DVD       |                                                                              |
| mars 2008                                | avril 2014                  | Michel Jeanne  | SE        | Ancien préposé sanitaire à la DSV de Caen puis secrétaire de mairie retraité |
| avril 2014                               | En cours (au 21 avril 2025) | Michel Cambron | SE        | Technicien de maintenance Rééélu pour le mandat 2020-2026                    |

## Population et société

### Démographie
L'évolution du nombre d'habitants est connue à travers les recensements de la population effectués dans la commune depuis 1793. Pour les communes de moins de 10 000 habitants, une enquête de recensement portant sur toute la population est réalisée tous les cinq ans, les populations de référence des années intermédiaires étant quant à elles estimées par interpolation ou extrapolation. Pour la commune, le premier recensement exhaustif entrant dans le cadre du nouveau dispositif a été réalisé en 2008.

En 2022, la commune comptait 147 habitants, en évolution de −3,92 % par rapport à 2016 (Calvados : +1,58 %, France hors Mayotte : +2,11 %).
| 1793 | 1800 | 1806 | 1821 | 1831 | 1836 | 1841 | 1846 | 1851 |
| ---- | ---- | ---- | ---- | ---- | ---- | ---- | ---- | ---- |
| 294  | 262  | 282  | 315  | 279  | 284  | 287  | 312  | 310  |

| 1856 | 1861 | 1866 | 1872 | 1876 | 1881 | 1886 | 1891 | 1896 |
| ---- | ---- | ---- | ---- | ---- | ---- | ---- | ---- | ---- |
| 293  | 305  | 265  | 266  | 266  | 251  | 276  | 259  | 230  |

| 1901 | 1906 | 1911 | 1921 | 1926 | 1931 | 1936 | 1946 | 1954 |
| ---- | ---- | ---- | ---- | ---- | ---- | ---- | ---- | ---- |
| 234  | 220  | 210  | 205  | 210  | 211  | 214  | 189  | 177  |

| 1962 | 1968 | 1975 | 1982 | 1990 | 1999 | 2006 | 2008 | 2013 |
| ---- | ---- | ---- | ---- | ---- | ---- | ---- | ---- | ---- |
| 195  | 213  | 205  | 188  | 184  | 171  | 176  | 178  | 160  |

| 2018 | 2022 | - | - | - | - | - | - | - |
| ---- | ---- | - | - | - | - | - | - | - |
| 152  | 147  | - | - | - | - | - | - | - |

Tournières a compté jusqu'à 315 habitants en 1821.

### Manifestations culturelles et festivités
La sixième édition de la « Fête des tracteurs » a eu lieu en septembre 2024, réunissant une centaine d'engins anciens

### Sports et loisirs
La sixième édition de la  course pédestre le « Petit Tour'Nières », organisée par l'association culturelle et sportive de Tournières , a eu lieu en mai 2025.

### Vie culturelle
L'association culturelle et sportive de Tournières, créée en 2023, contribue à l'animation du village et au devoir de mémoire

## Économie
La commune se situe dans la zone géographique des appellations d'origine protégée (AOP) Beurre d'Isigny et Crème d'Isigny.

## Culture locale et patrimoine

### Lieux et monuments
- Église Saint-Martin, du XIXe siècle. Le tableau du retable, restauré en 2023, est une copie offerte par Napoléon III de la Sainte Famille de Raphaël conservée au Musée du Louvre[33]. En 2023, des fresques ont été découvertes dans l'église lors d'un nettoyage[34].

- Stèle en mémoire du quartier général de campagne du général Eisenhower[35].

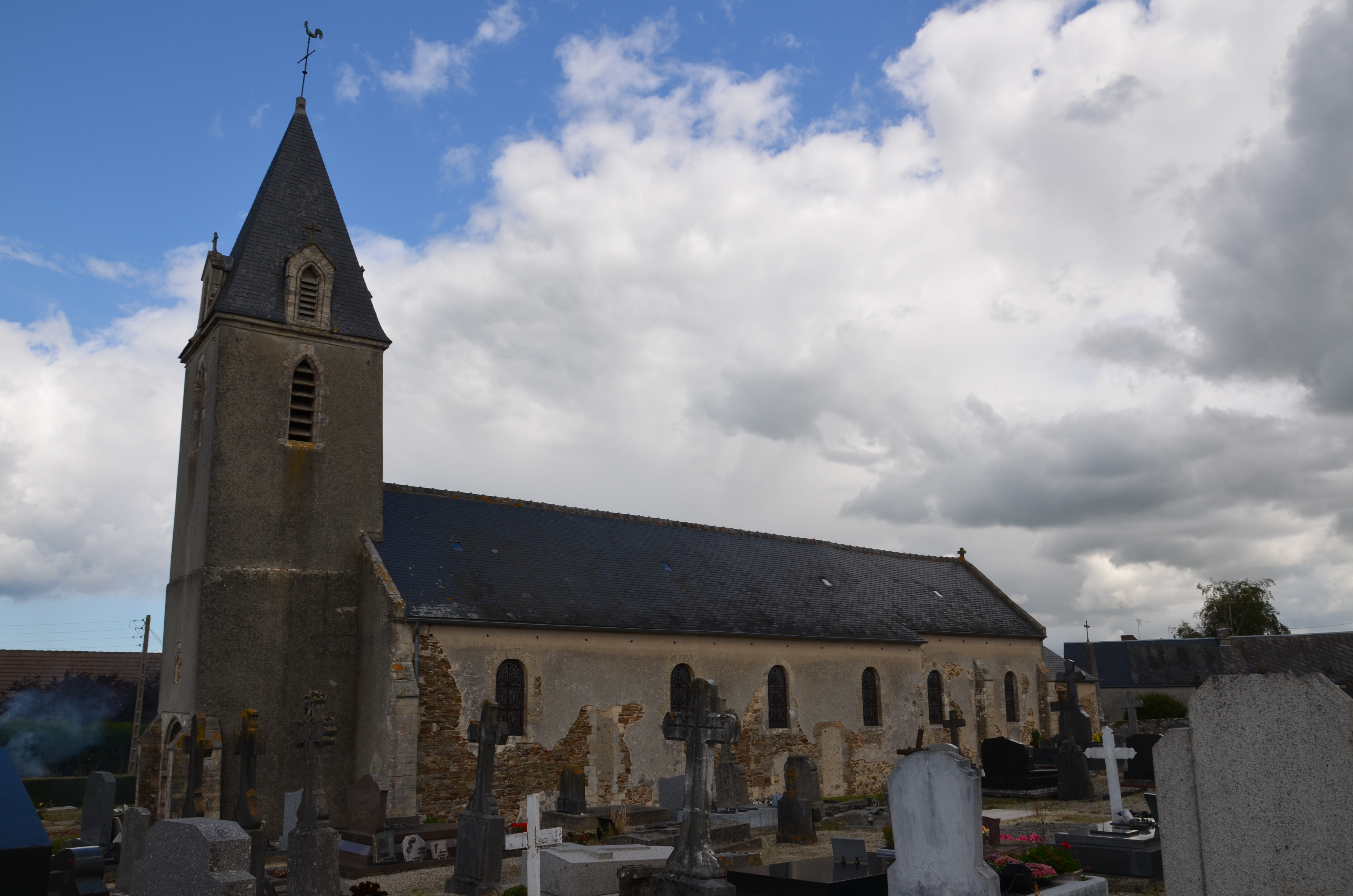
L'église Saint-Martin...
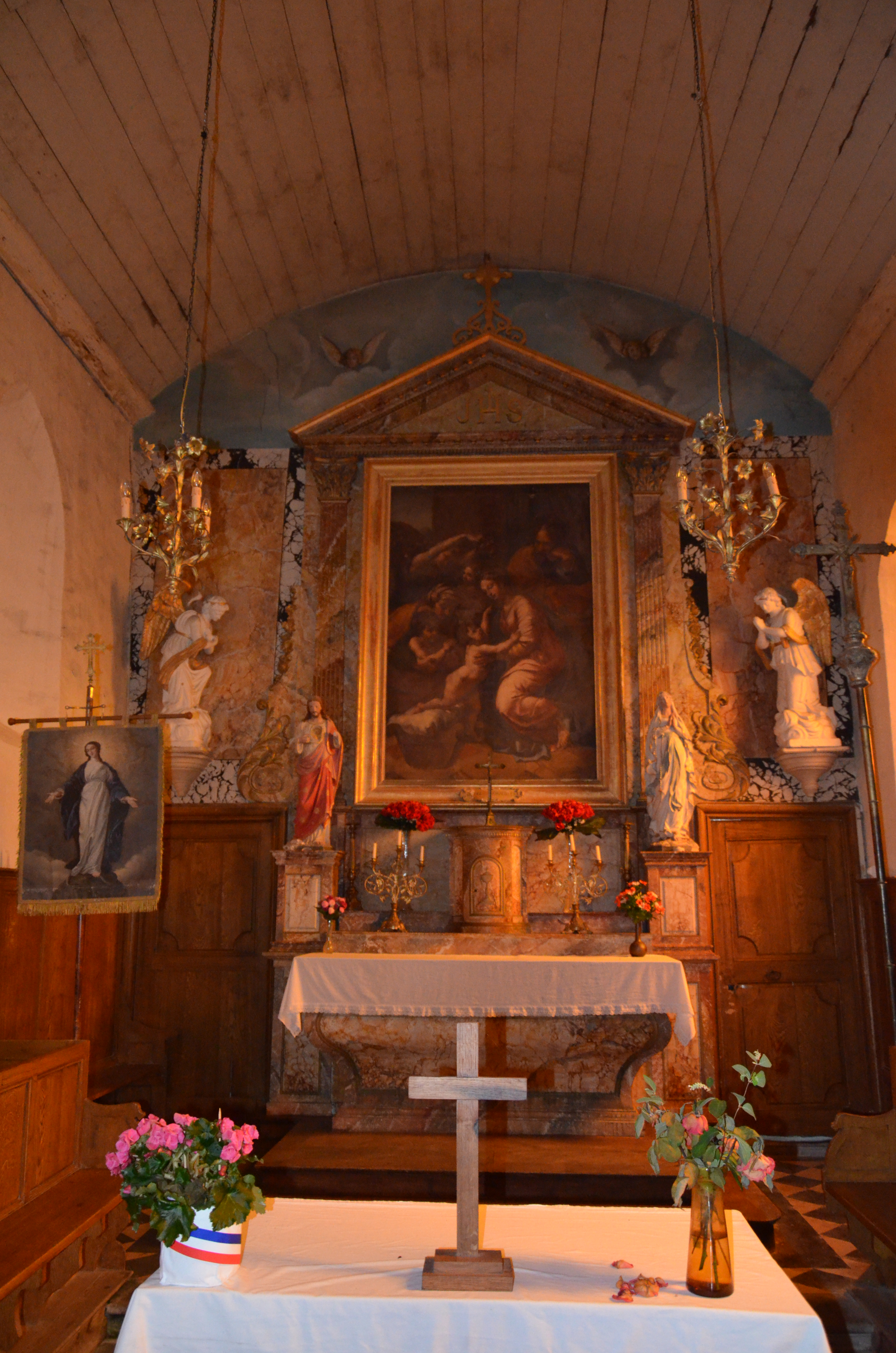
... et son retable, avant sa restauration.
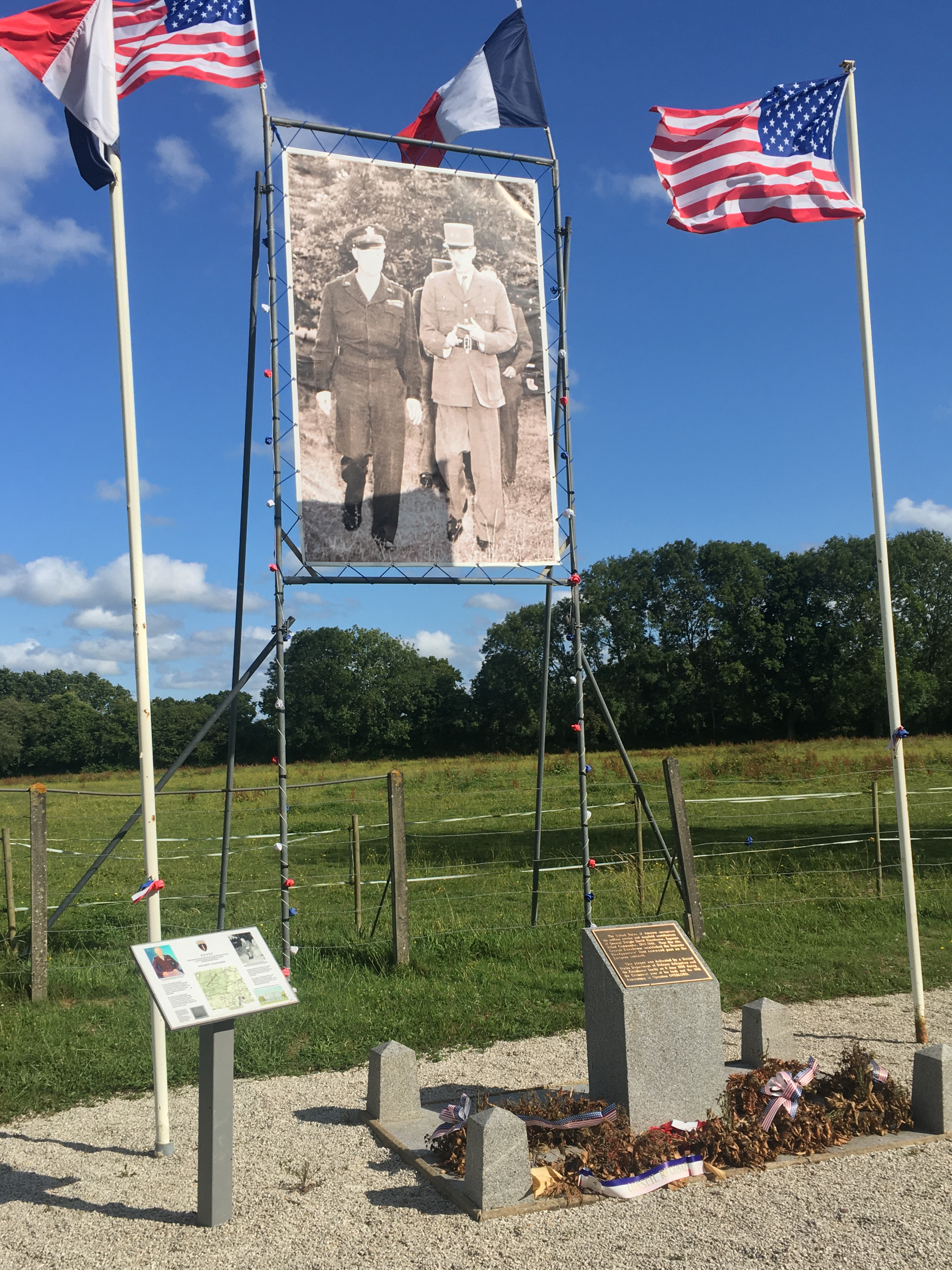
Le mémorial commémoratif  du quartier général de campagne du général Eisenhower
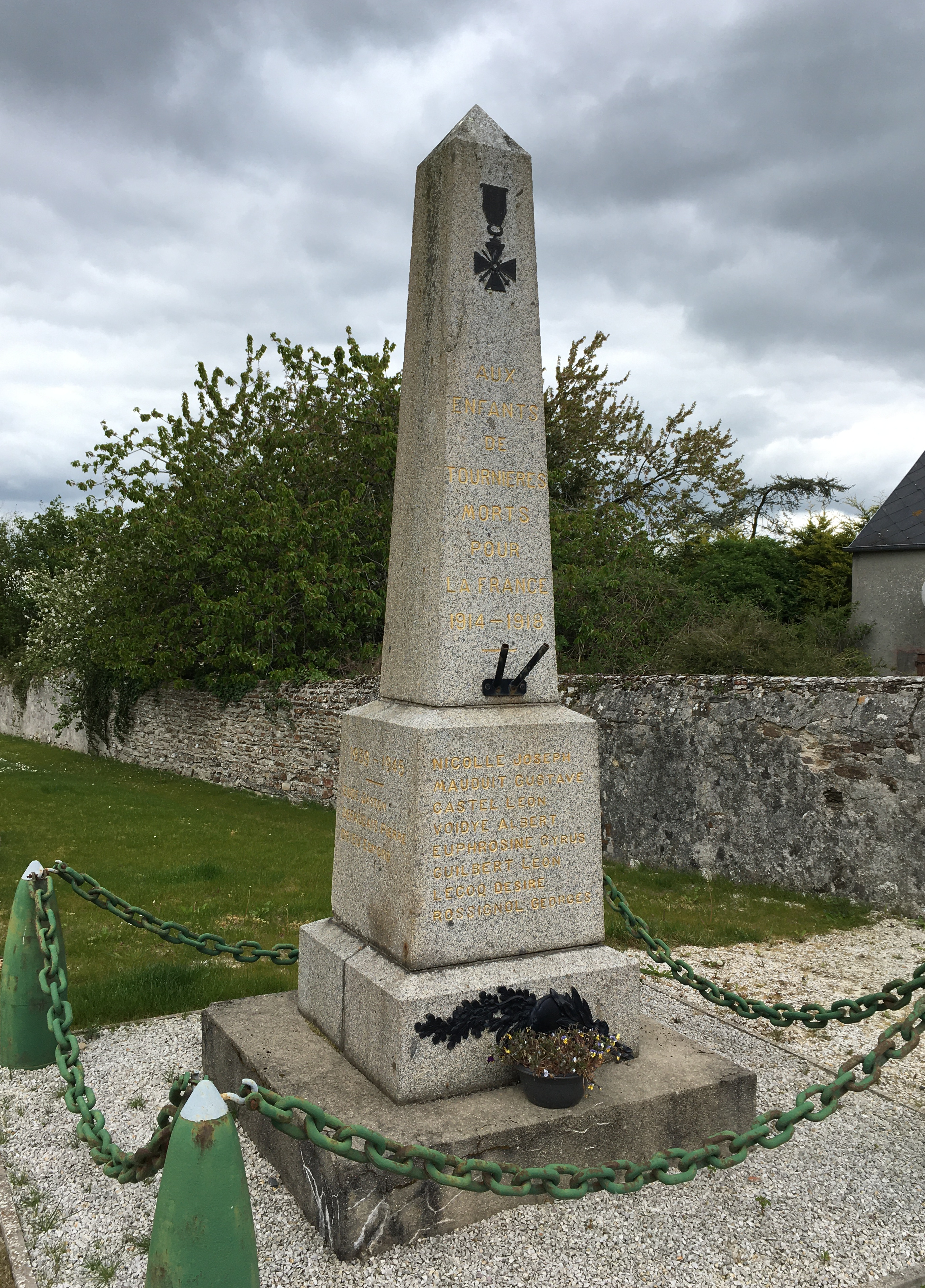
Le monument aux morts.

## Tournières dans les arts et la culture
Le Roman de Renart est composé de 1174 à 1250 par  plusieurs auteurs, dont notamment Richard de Lison, un clerc qui raconte de manière romancée des faits d'intérêt local ayant pour décor la paroisse du Molay :

« Renart se dirige vers le bois du Vernay mais lorsqu'il rencontre l'abbé Huon et sa meute, il retourne sur ses pas après avoir franchi deux fois la Siette et le Drôme. Il rencontre Tibert le chat étendu sur un rocher dans le bois du Molay, tous deux décident de prendre la direction du Vernay pour aller chercher fortune dans l'enclos de Guillaume Bacon, « loing del castel desos la ville ». Or voici que survient ledit Guillaume Bacon, seigneur du lieu, Renart prend un chemin de traverse, Tibert grimpe sur un chêne. Bientôt se joint aux chasseurs, le prêtre du Breuil-en-Bessin qui fait route vers Saint-Martin-de-Blagny. Tibert réussit à s'enfuir « tot le chemin de Blagnié ». À hauteur de Tournières, entre la Chênée et la lande de Bernesq, il rencontre Renart qui n'en croit pas ses yeux. Il lui annonce son intention de l'emmener avec lui à Saint-Martin à « Blaengnié » où il diront l'office… »

## Pour approfondir